# Same (Bezirk)
Same ist ein Verwaltungsbezirk (Ward) des Distrikts Same in der tansanischen Region Kilimandscharo. Die Stadt Same ist Hauptstadt des gleichnamigen Distrikts.

## Geografie
Same liegt im Nordosten von Tansania rund 95 Kilometer Luftlinie südsüdöstlich der Regionshauptstadt Moshi am westlichen Abhang des Pare-Gebirges. Der Bezirk grenzt im Norden an Njoro, im Nordosten an Vumari, im Südosten an Kisima, im Süden an Stesheni und im Westen an Ruvu. Bei der Volkszählung 2022 lebten 10.220 Menschen in 3020 Haushalten auf einer Fläche von 33,8 Quadratkilometern.

## Gliederung
Der Bezirk besteht aus sechs Orten (Kitongoji):
- Ujamaa A
- Ujamaa B
- Sokoni
- Mnadani
- Mahuu
- Kavambughu

## Wirtschaft und Infrastruktur
- Bildung: Die Kwakoko Secondary School ist eine staatliche Schule mit einer Ausbildung bis zur 4. Stufe. Im Jahr 2023 besuchten rund 200 Studenten die Schule.[8][9]
- Gesundheit: Im Ort Kavambughu befindet sich eine staatliche Apotheke.[10]
- Straße: Durch Same verläuft die asphaltierte Nationalstraße T2, die Moshi im Norden mit Tanga im Süden verbindet.[11]